# Jean Sablon
Jean Sablon (Nogent-sur-Marne, 25 de março de 1906 – Cannes, 24 de fevereiro de 1994) foi um cantor, compositor, compositor e ator francês. Ele foi um dos primeiros cantores franceses a mergulhar no jazz. Autor de várias canções de grandes nomes franceses e americanos, foi o primeiro a usar um microfone num palco francês em 1936. Estrela do vinil e do rádio, deixou a França em 1937 para assinar contrato com a NBC dos Estados Unidos. . Seu rádio e mais tarde programas de televisão fizeram dele uma grande estrela na América. Doravante o mais internacional dos cantores franceses entre os seus contemporâneos, tornou-se um embaixador da composição francesa e dedicou a sua carreira a digressões internacionais, regressando ocasionalmente a França para aparecer no palco. Sua carreira de sessenta e um anos chegou ao fim em 1984.

## Biografia
Sablon nasceu em Nogent-sur-Marne , filho de um compositor, com irmãos e irmãs que tiveram carreiras próprias de sucesso no entretenimento musical.
Aluno do Lycée Charlemagne de Paris, Jean Sablon desistiu, pretendendo estudar no Conservatório de Paris. Tarde demais, porém, para se inscrever no ano, ele se concentrou imediatamente na carreira de cantor profissional. Estreou-se aos dezessete anos em uma opereta em Paris. Foi nas operetas que ele dividiu o palco em 1923, primeiro com Jean Gabin em La Dame en Décolleté e depois com Charles Boyer e Falconetti em Simili em 1925.
1927 o encontrou aparecendo na crítica de Au Temps de Gastounet (escrita por Rip) com Jacqueline Delubac . Foi Paul Colin quem criou o primeiro outdoor da jovem cantora. Depois de participar da opereta "Lulu" com Fernand Gravey , embarcou em viagem transatlântica até o Rio de Janeiro na companhia de Georges Milton e Alice Cocéa para a inauguração do Copacabana Palace (1928). Em 1929, Jean Sablon gravou seu primeiro disco demo pela Columbia com Georges Van Parys , além de dividir o palco na opereta Vive Leroy com Arletty , Dranem e Jacqueline Delubac e depois no Music Hall com Damia e Germaine Rouer . No ano seguinte, apareceu novamente em Cocktail 328 com Damia, além de fazer seu primeiro filme, Chacun sa Chance , no mesmo ano, com Jean Gabin que também estreou no cinema com ele.
Henri Diamant-Berger abordou Sablon em 1931 para a produção de Tante Aurélie ao lado de sua irmã Germaine Sablon . Naquele ano, voltou aos palcos da La Revue Argentina, depois da Parade de Femmes com Carlos Gardel . Foi em 1931 que conheceu Mireille , cuja canção Couchés dans le foin tornou-se um grande sucesso, sendo a introdução feita pelo editor Raoul Breton.
Em outro encontro importante em 1931, Jean descobriu o violonista Django Reinhardt em La Boîte à Matelots .
No palco, Jean apareceu com Mistinguett no Casino de Paris em Paris qui brille .
1932 foi um ano rico em gravações para a gravadora Columbia. Foi acompanhado por Don Barretto , cantou com sua irmã Germaine e foi acompanhado pela pianista e compositora Mireille enquanto interpretava canções da opereta Un Mois de Vacances . Ao mesmo tempo, Mireille e Jean Nohain escreveram Couchés dans le foin . Essa música, interpretada pela primeira vez por Pills et Tabet, tornou-se um grande sucesso para eles e mais tarde para Jean Sablon. Em 1933, Jean se reuniu com Reda Caire na opereta 19 ans , acompanhado por Django Reinhardt, com quem compartilhou o sucesso no estúdio de gravação da Columbia, que inicialmente relutou em correr o risco caro de contratar Reinhardt que, como guitarrista , não sabia ler música. Sablon se tornou assim o primeiro cantor a gravar com Django. Ele então embarcou em outra viagem para a América, desta vez Hollywood, com Mireille a convite de Ramon Novarro , famoso por Ben Hur nas telonas. Em Los Angeles, deu um concerto diante de uma panóplia de estrelas. De volta a Paris, criou Ce Petit Chemin .
Foi em 1934 que Jean Cocteau encorajou Sablon a iniciar um tour de chant (one man show), acompanhado ao piano por Jean Wiener e Clément Doucet , no Rococó, estabelecimento que pertenceu a Louis Moysès , fundador e proprietário do cabaré Le Boeuf sur le toit . O cabaré londrino Monseigneur o convidou para se apresentar lá. Seu sucesso na rádio BBC com seu trio (Django Reinhardt, André Ekyan e Alec Siniavine ) foi tão grande que as transmissões foram repetidas com frequência e os programas da rádio modificados. De volta à França, subiu ao palco de Nice com Django Reinhardt e Joséphine Baker . Também contribuiu para a reabertura do espaço Le Bœuf sur le toit e deu recitais no Rex e no Folies-Bergère em "Femmes en Folie" . Em 1935 ele criou a música "These Foolish Things" no Le Bœuf sur le toit e subiu ao palco com Pierre Dac na Pirouette 35 .
Em 1936, o filme Le petit chemin reuniu Sablon com Mireille. A interpretação deles de "Ce petit chemin" representou uma espécie de prévia do que viria nos videoclipes décadas depois. Sablon tornou-se apresentador do programa de rádio Cadum Variétés , no qual também cantou. Os convidados incluíram Maurice Chevalier , Damia , Fernandel , Mistinguett , Yvette Guilbert , Albert Préjean , Henri Garat, para citar alguns. Ele também recebeu um programa de rádio, "The Magic Key". Ele então se encontrou no Café de Paris em Londres, retornando à França para "Le Chant des Tropiques" no Théâtre de Paris . Foi no Théâtre Mogador e depois no Bobino que criou um escândalo ao usar um microfone, o primeiro a fazê-lo em França. Tornou-se uma espécie de imagem de marca da Sablon.

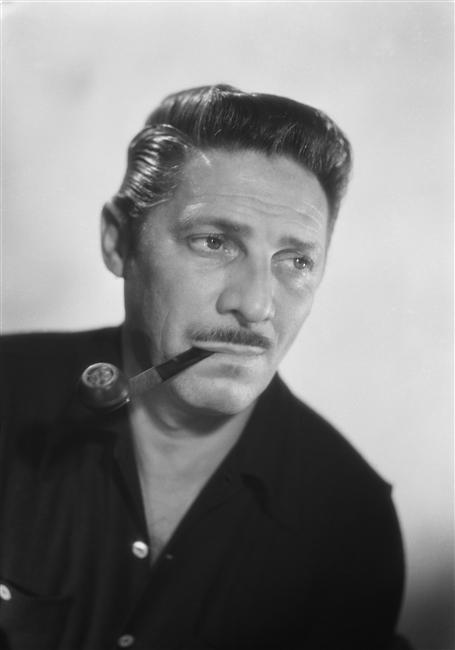
Sablon em 1939

Em 1937, ganhou o Grand Prix du Disque pela música "Vous qui passez sans me voir" , criada por ele e escrita para ele por Charles Trenet , Johnny Hess e Paul Misraki . Nesse mesmo ano, contratado pelos produtores de The Magic Key, graças ao sucesso na França, partiu para Nova Iorque, contratado nos estúdios NBC da Radio City Hall . Foi lá que fez algumas gravações em inglês, com celebridades como Cole Porter e George Gershwin emprestando-lhe seu material, respectivamente "In the Still of the Night" e "Love walk In".
Em Hollywood, Sablon foi contratado para estrelar "A História de Irene e Vernon Castle", com Fred Astaire e Ginger Rogers . Por divergências de produção, ele exigiu a retirada de cenas em que atuou. A versão final conserva apenas a sua interpretação da música "Darktown Strutters Ball". Na capital do cinema, ele se apresentou no Trocadero. Ele também apresentou e cantou suas músicas no programa de rádio Hollywood Hotel, para o qual convidou inúmeras grandes estrelas. Em janeiro de 1939, ele estava em Montreal, criando uma versão swing de Sur Le Pont d'Avignon que teria um enorme sucesso. Foi lá que conheceu La Bolduc , cuja técnica de turlutagem e também suas canções terrenas o impressionaram muito. Foi graças a Sablon que Charles Trenet e La Bolduc foram apresentados. Na década de 1940, animou o "Show Jean Sablon" na rádio Columbia Broadcasting System (CBS) e foi acompanhado pelo acordeonista e compositor americano John Serry Sr , tendo Toots Camarata como arranjador musical. Retornou a Paris para subir ao palco do ABC e participou de experimentos televisivos. Depois voltou para Nova York, sua cidade natal desde 1937. Foi estrela na Broadway e depois em Boston no musical "Streets of Paris". A produtora o uniu a Carmen Miranda , que apareceu pela primeira vez fora do Brasil. Ele, por sua vez, estrelou no Brasil shows no Cassino Atlântico do Rio de Janeiro e no Cassino Urca.
Sablon estreou no Teatro Municipal de São Paulo em 1940, e depois na Argentina, Uruguai e Chile. Em 1941, teve novos compromissos em Nova York, nos hotéis Waldorf Astoria, Plaza e San Regis, antes de seguir, em 1942, para Los Angeles e Cuba, e depois fazer turnês pela América, Brasil e Argentina. Algumas de suas aparições foram em benefício das vítimas da guerra.
Enquanto isso, em 1943, em Londres, sua irmã Germaine foi a primeira a interpretar Le chant des partidários , que se tornou o hino da Resistência Francesa. Naquele ano, Sablon continuou a cantar no Brasil, Argentina e Uruguai, aparecendo lá até 1945, quando retornou aos EUA para se apresentar em Nova York, Chicago e Washington. No ano seguinte o encontrou novamente em Nova York, bem como em Hollywood, Boston, Bruxelas (ABC), Paris (ABC), México (Ciro's) e Canadá. Uma nova turnê pelos EUA em 1947-48 o levou a Nova Orleans, São Francisco, Hollywood (Ciro's), Boston, Los Angeles (Beverly Hills) e Palm Beach, e depois ao Brasil, Argentina e Canadá.
A gravação de Les Feuilles mortes por Sablon no verão de 1947 em Nova York (RCA Victor 855332) é a versão mais antiga deste clássico, conhecido como " Autumn Leaves " nos Estados Unidos. Em 1948, ele seguiu e igualou as receitas de bilheteria de Danny Kaye no London Palladium. Na França, Jacqueline François recebeu o prêmio do Grand Prix du Disque por C'est le printemps , a versão francesa de " It Might As Well Be Spring " escrita por Sablon.
Depois disso, um sucesso internacional seguiu outro. Em 1949, em Nova York, depois na Holanda, Suíça, França e Reino Unido. Em 1950, ele se apresentou novamente na Suíça (Gstaad) e no Reino Unido. Foi em Londres que gravou no dia 30 de março C'est Si Bon com a orquestra de Woolf Philips, e no dia 23 de novembro gravou a versão em inglês com letra de Jerry Seleen em Buenos Aires, com a orquestra de Emile Stern. Nos meses seguintes voltou a aparecer na Holanda e no Brasil, concluindo sua turnê sul-americana no Uruguai e no Chile. Ele foi aplaudido no Théâtre l'Étoile , onde Gene Kelly tentou, sem sucesso, persuadi-lo a interpretar o papel de Henri Baurel em An American in Paris (posteriormente interpretado por Georges Guetary).
Ao longo da década de 1950, Sablon viajou constantemente (exceto por um ano sabático em 1957). Ele apareceu repetidamente nos EUA, Reino Unido, França e Brasil, bem como no Canadá, Portugal, Marrocos, Argélia, Grécia, Itália e Egito, e no México, Cuba e Espanha. Em 1952, estrelou o filme Paris Chante toujours e, no mesmo ano, tornou-se o primeiro artista francês a aparecer em seu próprio show em Las Vegas. Sob a bandeira do Império Moss, Sablon viajou pelo Reino Unido e pela Irlanda. Mais tarde naquela década, ele estendeu suas viagens para incluir Índia, Austrália e Nova Zelândia, Taiti, Panamá e Venezuela.
Com a crescente popularidade da televisão, Sablon conseguiu reduzir suas viagens e, ao mesmo tempo, alcançar um novo público maior em ambos os lados do Atlântico. No entanto, ele conseguiu manter um calendário apertado de apresentações internacionais ao longo da década de 1960, atraindo multidões entusiasmadas não apenas na Europa, América do Sul e EUA, mas também na África do Sul, Bermudas, Nova Caledônia, Filipinas, Hong Kong, Japão (onde ele passou três meses) e no Irão (onde compareceu perante o Xá no palácio real).
No final da década de 1960, Sablon decidiu limitar suas viagens ao exterior e instalou-se em sua casa em Theoule-sur-Mer, na Côte d'Azur. Ele estava noivo do Cabaret Don Camillo de Paris, que se tornou uma das primeiras transmissões coloridas da TV. Em 1971, Pierre Granier-Deferre lhe pediu para gravar "Le Temps des Souvenirs" para a trilha sonora do filme "Le Chat". As décadas de 1970 e 1980 encontraram Sablon se apresentando regularmente na TV, não apenas na França, mas na Suíça, Itália, Brasil e EUA. Além disso, ofereceu regularmente seus serviços em nome de causas de caridade: a Gala da Cruz Vermelha em Mônaco em 1972, a gala da restauração de Versalhes em 1973 e o Festival Internacional da Canção, primeiro no Brasil e depois no Uruguai.
A pedido do empresário norte-americano George Wein e do cantor e pianista Bobby Short, Jean comemorou seu 75º aniversário no Met (Lincoln Center) de Nova York, apresentando-se com a orquestra de Frank Sinatra, despedindo-se assim de seus seguidores americanos. Seu Adieux em Paris em 1982 foi transmitido em horário nobre no Pavillon Gabriel (antigo Alcazar d'Eté) e ele fez sua última apresentação no Rio de Janeiro, no Copacabana Palace, em 1984.
Jean Sablon se tornou o cantor francês masculino mais aclamado de sua geração no mundo, considerado o segundo apenas em popularidade geral ao longo da vida, atrás de Maurice Chevalier , um modelo sênior para ele. Seus discos foram vendidos aos milhões em todo o mundo e ele é frequentemente referido como o equivalente francês de Bing Crosby e Frank Sinatra da América . Durante sua carreira gravou com alguns dos melhores músicos do mundo, incluindo Django Reinhardt e Stéphane Grappelli .
Sablon apareceu em vários filmes e filmes de televisão atuando como vocalista ou pianista, sendo o último em 1984, quando cantou " April in Paris " em Mistral's Daughter , a popular minissérie da TV americana filmada na França.
Jean Sablon morreu em Cannes em 1994 e foi sepultado no Cimetière du Montparnasse , em Paris.

## Vida pessoal
Jean Sablon era filho do compositor Charles Sablon e irmão do compositor André Sablon e da cantora e atriz Germaine Sablon . O ator Jacques Sablon era seu sobrinho.

## Nomes de ruas comemorativas
- Em 30 de abril de 2004 foi inaugurada a allée Jean Sablon no 16º arrondissement de Paris .
- Em 7 de setembro de 2006, o passeio Jean Sablon foi inaugurado ao longo do Marne , em Nogent-sur-Marne , por ocasião de uma exposição comemorativa do centenário do nascimento de Sablon.
- Em 10 de abril de 2010, a allée Jean Sablon foi inaugurada na Promenade de la Croisette em Cannes .
- Em 15 de maio de 2015 foi inaugurada a esplanada Jean Sablon em Théoule-sur-Mer .

## Revistas
- 1927: Au temps de Gastounet , de Georges Gabriel Thenon , Théâtre des Bouffes-Parisiens .
- 1931: Revue Argentina , de Manuel Romero e Bayon Herrera . Parade de femmes , de Henri Varna , Léo Lelièvre e Marc Cab , Le Palace . Paris qui brille , de Henri Varna, Léo Lelièvre e Earl Leslie , Casino de Paris .
- 1932: Ces messieurs dames , de Francis Carco , Le Studio de Paris .
- 1934: Femmes en folie , de Maurice Hermitte e Jean Le Seyeux , Folies Bergère .
- 1935: Pirouette 35 , de Fernand Rouvray e Max Eddy , Théâtre des Dix Francs .

## Operetas
- 1924: Madame , de Albert Willemetz , música de Henri Christiné , Théâtre des Bouffes-Parisiens.
- 1928: Lulu , de Serge Veber , música de Georges Van Parys e Philippe Parès , Théâtre Daunou .
- 1929: Vive Leroy , de Henri Géroule e René Pujol , música de Fred Pearly e Pierre Chagnon , Théâtre des Capucines .
- 1933: Dix-neuf ans , de Jean Bastia , música de Pascal Bastia , Théâtre Daunou.
- 1936: Le Chant des tropiques , de Louis Sauvat e Champfleury , música de Moyses Simons , Théâtre de Paris .

## Teatro musical
- 1923: La Dame en décolleté , de Yves Mirande e Lucien Boyer , música de Maurice Yvain , Théâtre des Bouffes-Parisiens.
- 1925: Trois jeunes filles nues , de Yves Mirande e Albert Willemetz, música de Raoul Moretti , Théâtre des Bouffes-Parisiens.

## Filmografia 1924:Madame Sans-Gênede Léonce Perret .
- 1930: Todo mundo ganha, de René Pujol e Hans Steinhoff .
- 1939: La Grande Farandole de HC Potter .
- 1951: Paris ainda canta de Pierre Montazel .